# مارک اچه‌سن
مارک اَچه‌سن (انگلیسی: Mark Acheson؛ زادهٔ ۱۹ سپتامبر ۱۹۵۷) بازیگر، صداپیشه و کمدین اهل کانادا است. وی از سال ۱۹۷۶ میلادی تاکنون مشغول فعالیت بوده‌است.

## گزیدهٔ آثار

### سینما
- نگهبانان (۲۰۰۹)
- تنها در تاریکی (۲۰۰۵)
- سرگذشت ریدیک (۲۰۰۴)
- الف (۲۰۰۳)
- بلک لاگون (۲۰۰۲)

### تلویزیون
- سوپرنچرال (۲۰۱۵)
- دروازه ستارگان اس‌جی-۱ (۱۹۹۸)